# ماتیا ساندرینی
ماتیا ساندرینی (انگلیسی: Mattia Sandrini؛ زادهٔ ۲۶ اکتبر ۱۹۹۳) بازیکن فوتبال اهل ایتالیا است.
از باشگاه‌هایی که در آن بازی کرده‌است می‌توان به باشگاه فوتبال ویچنزا و باشگاه فوتبال پارما اشاره کرد.